# メルセデス・ベンツ・スプリンター
スプリンター（Sprinter）は、ドイツの自動車メーカー、メルセデス・ベンツ・グループAGにより生産・販売される小型商用車である。バンのほか、キャブ付シャシを設定する。過去にはダッジ、フレイトライナーにおいても販売された。米国市場ではフレイトライナーによりノックダウン生産、販売された。フォルクスワーゲン・コマーシャル・ビークルにおいてもバッジエンジニアリング、および搭載エンジンやトランスミッションの変更を加えた上で、フォルクスワーゲン・LT、およびフォルクスワーゲン・クラフターとして販売された。スプリンターはこれらと姉妹車関係にある。
現在メルセデス・ベンツのバン系車種では最大クラスである。

## 概要
1977年4月から1995年にかけて販売されたトランスポーターを代替する後継車種として欧州市場では1995年、米国市場では2001年に発売された。
2代目まではメルセデス・ベンツ・コマーシャルとフォルクスワーゲンとの合弁事業として企画された。開発と生産はダイムラーAGが担当する。
宅配・訪問サービス用として用いられるウォークインバンがメイン用途であるが、このほかミニバス、救急車、キャンピングカー、トラックなど、各種特殊用途車や特装車などのベース車としても用いられる事が多いため、キャブ付シャシ（Bピラー以降はフロアパンのみで上屋が無い特装ベース車）の販売もされる。
欧州市場、アジア市場、オーストラリア市場、南アメリカ市場向けなど、年間約12万台程が生産されており、2006年時点で累計130万台が生産される。
燃料電池車も開発されており、ユナイテッド・パーセル・サービス（UPS）に貸し出され、実証実験が行われる。
1995年度インターナショナル・バン・オブ・ザ・イヤー、
2006年度インテリチョイス・エクセレント・バリュー賞に選定される。

## 初代 W901/902/903/904/905型 (1995年 - 2020年)
ホイールベースは3.0 m、3.5 m、4.0 mの3種、サスペンションはフロントはストラット + コイルスプリング、リアはリジッドアクスル + リーフ式サスペンションであるが、ばねは板間摩擦のない単板（モノリーフスプリング）で、スパンもかなり長いため、日本やアジア製の商用車に比べると突き上げが少ない。積載時のトラクションを重視し、同種の欧州車では少数派の後輪駆動を採用するとともに、四輪駆動車も設定される。

### エンジン
- 直接噴射式ターボディーゼル
  - OM611（英語版）（水冷直列4気筒2,150 cc、80 kW/109 PSまたは90 kW/129 PS）
  - OM612（英語版）（水冷直列5気筒2,700 cc、115 kW/156 PS）
- ガソリン
  - OM611（水冷直列4気筒2,300 cc、105 kW/143 PS）

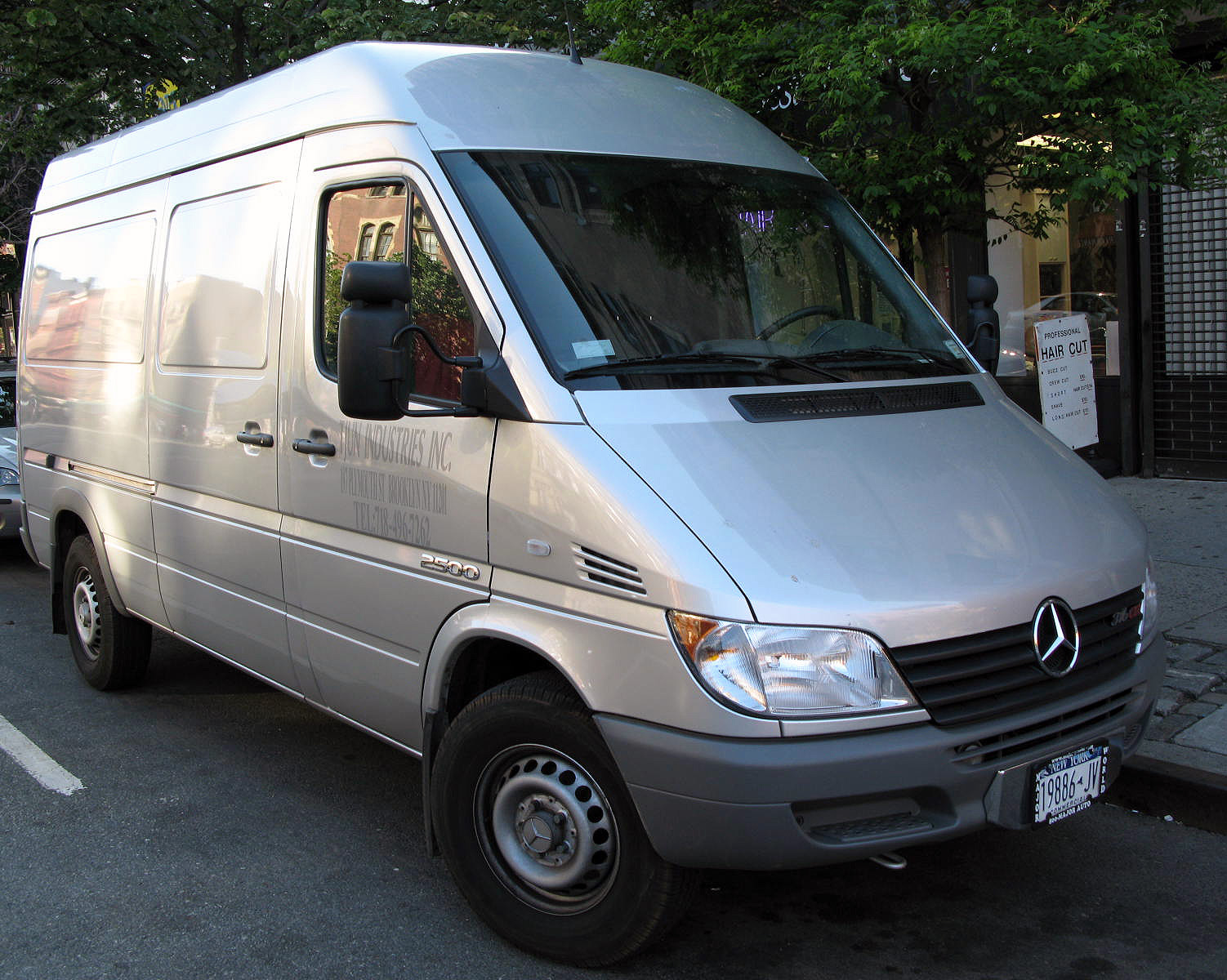
メルセデスベンツ・スプリンター
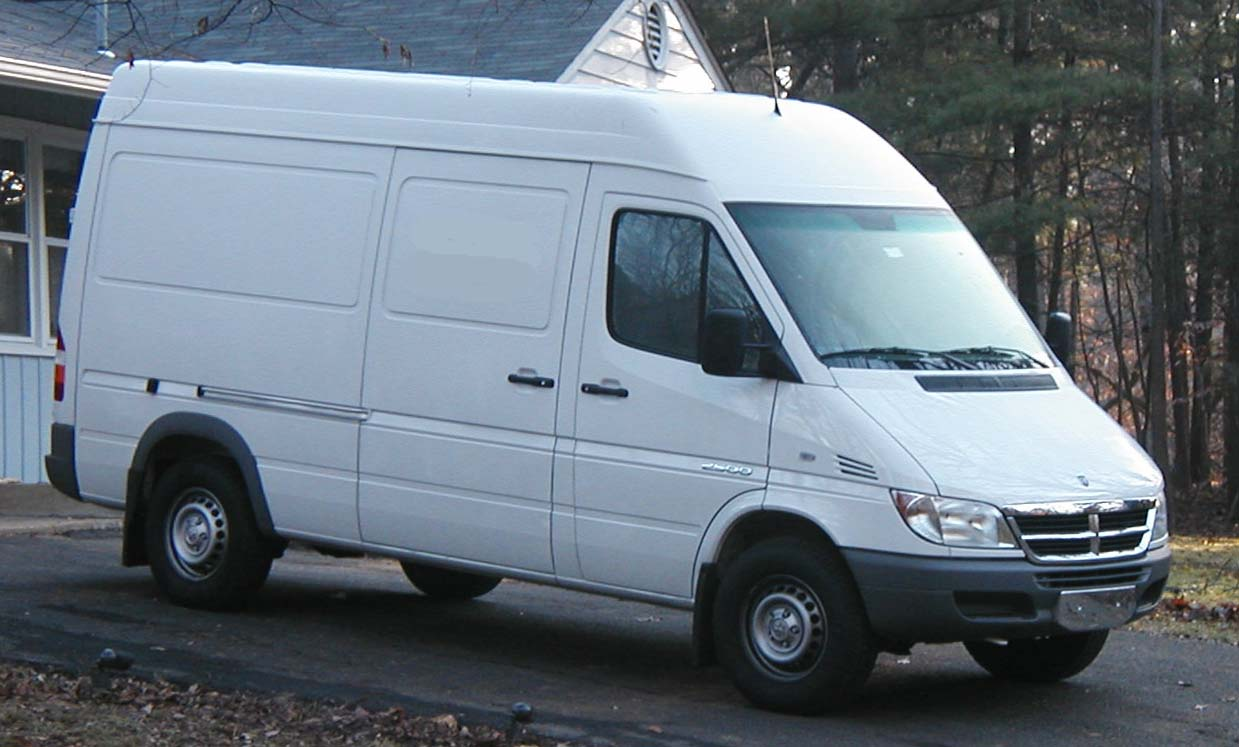
ダッジ・スプリンター
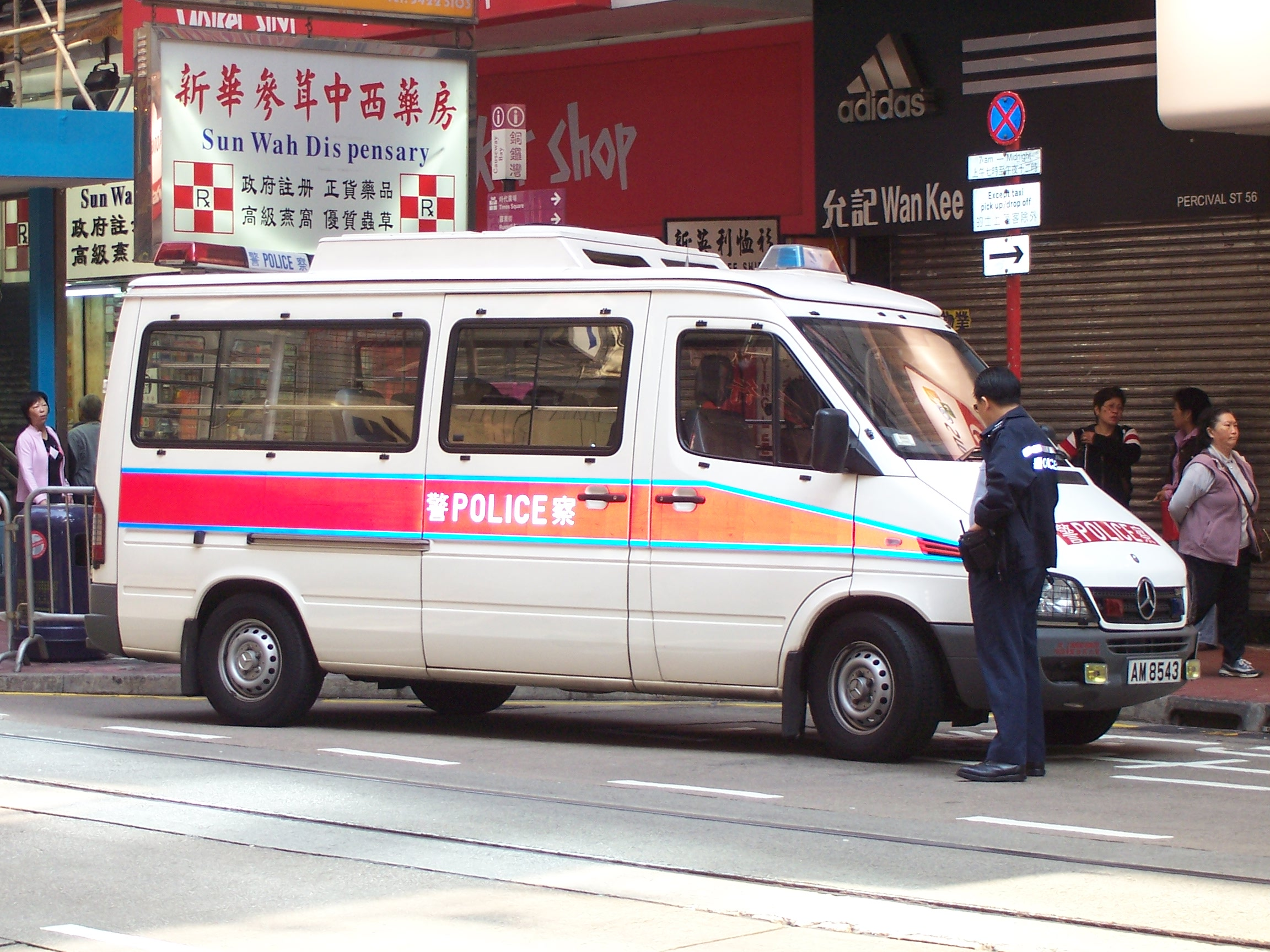
香港警察
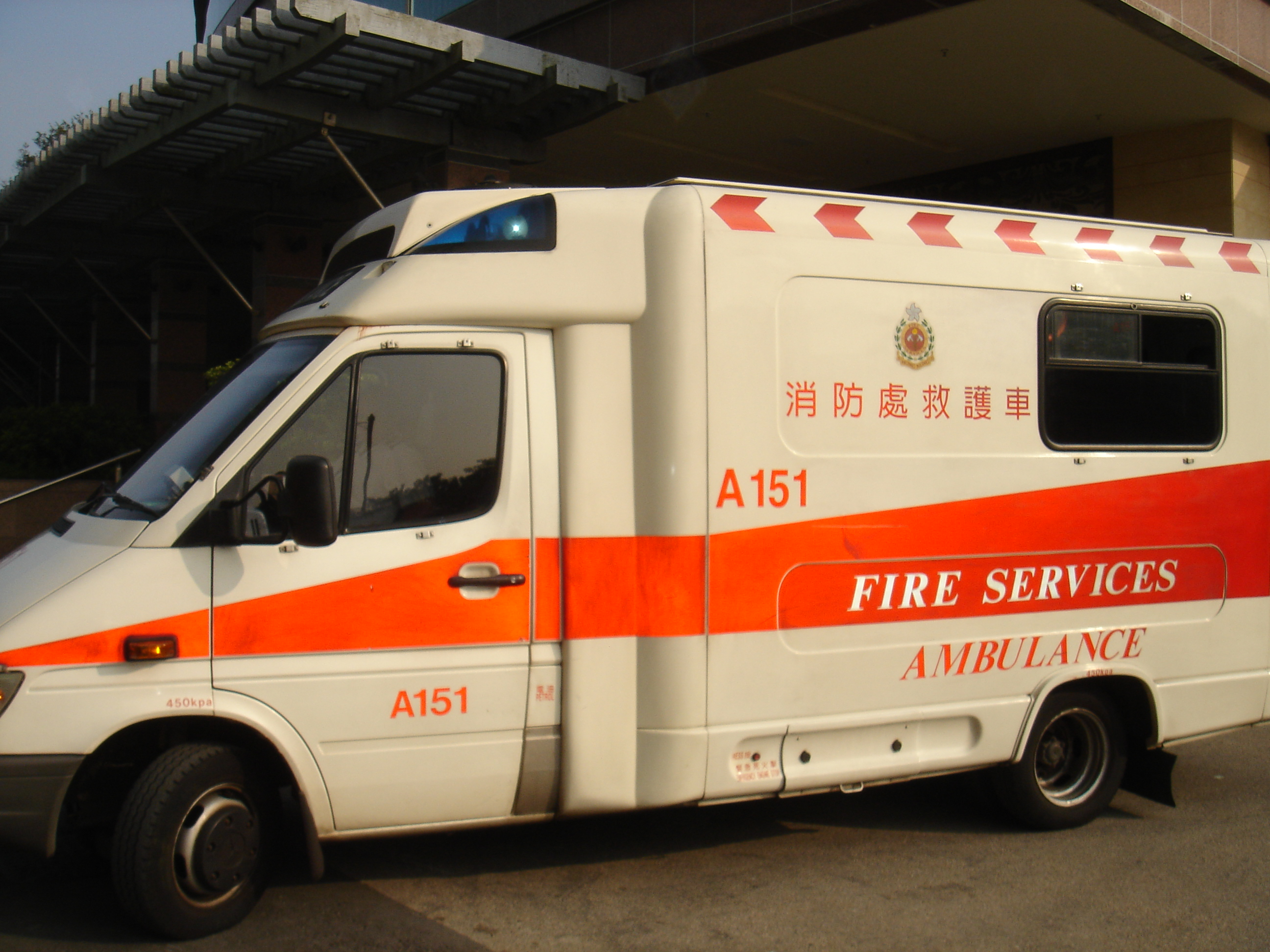
香港の救急車
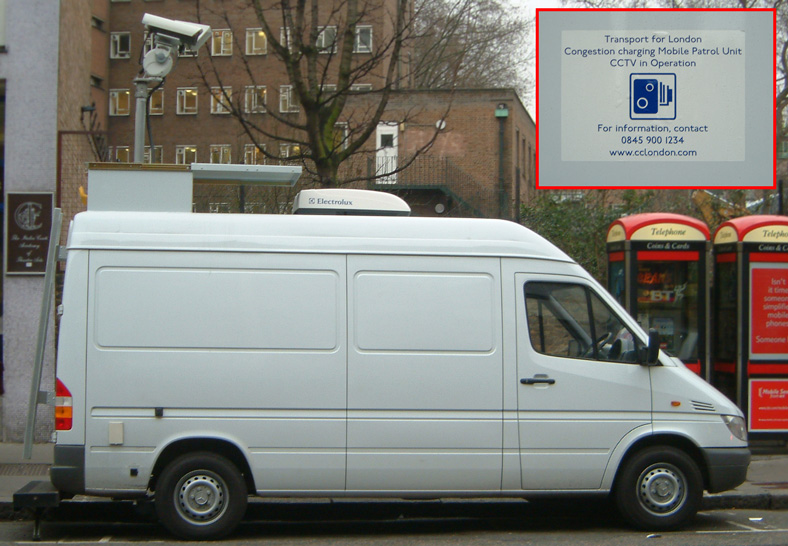
ロンドン市内のコンジェスチョン・チャージを利用するスプリンター
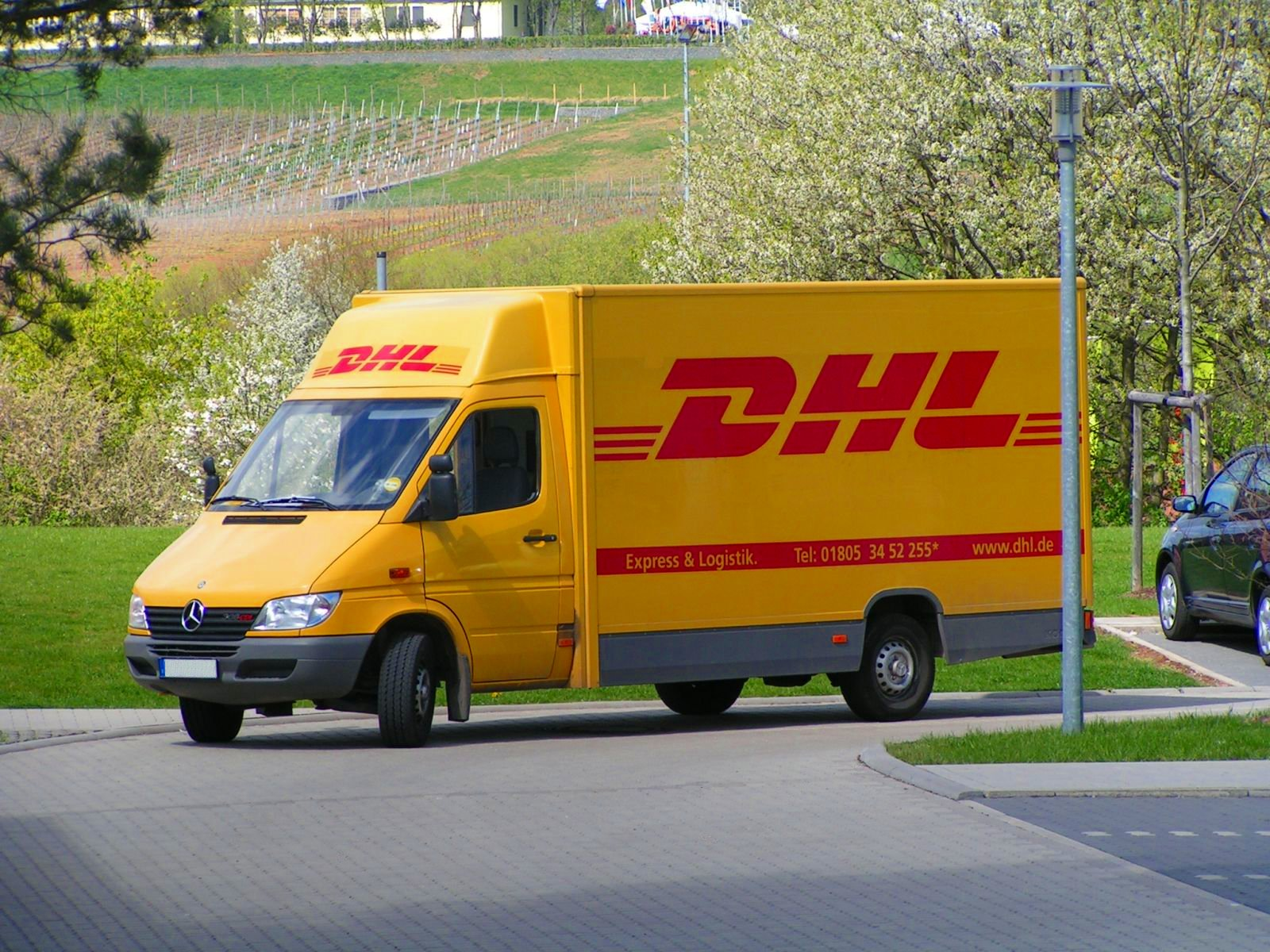
DHL配送車

## 2代目 W906型 (2006年 - )
2006年にヨーロッパで発表。2013年と2014年に大幅改良。
- 直接噴射式ディーゼルターボ（V型6気筒3,000 cc、154 PS）
- 可変バルブタイミング機構付きガソリン（V型6気筒3,500 cc、254 PS）

トランスミッションは5速ATが用意されている。

## 3代目 W907/910型 (2019年 - )
2018年2月に登場。メルセデスの最新車載インフォテインメントシステム「MBUX」を4代目Aクラスに続いて搭載し、次世代の通信、ドライバーアシスト機能を手に入れた。

## 社会問題
ドイツでは、乗用車登録が可能な「デリバリーバン」は、高速道路アウトバーンにおけるトラックに対する速度規制を免れることができる。その背景でスプリンターの速度超過による事故が続出し、社会問題化した。消費者への安全イメージを訴求するメルセデス・ベンツは対応に苦慮している。

## 日本での販売
日本では「スプリンター」の名称がトヨタ自動車により商標登録されていたため「トランスポーターT1N」という名称で輸入・販売されていたが、ダイムラー・クライスラー（現:メルセデス・ベンツ・グループ）と三菱ふそうトラック・バスとの関係強化に伴い、同門の大型トラックアクトロスと同様に販売終了、2006年（平成18年）までに日本における商用車の正規輸入販売から撤退した。その後は並行輸入のみとなっている。
2004年（平成16年）、大阪市営バス（現・大阪シティバス）がコミュニティバス「赤バス」用として13台を導入した。これは、もともと導入されていたフルフラットノンステップバスのオムニノーバ・マルチライダーが、メーカーの経営破綻により生産中止となったことに伴う措置であった。なお、赤バスは2014年3月末で廃止されている。

## 北米におけるスプリンター
2004年からダッジがダッジ・ラムバンに代わって「ダッジ・スプリンター」として北米で販売されており、2005年にアメリカで19,578台を販売、フルサイズバンにおいて3.5 %のシェアを握っている。
エアストリームなどキャンピングカーのベースとしても利用されている。